# 公费医疗证
公费医疗证是中華人民共和國頒發的就醫免費證。提供給公務人員的一種醫療優待，另有幹部家属医疗证也能提供某些優惠。

## 公费医疗证辦理文件
- 调入干部：持调出单位行政介绍信、工资关系、干部增人卡。
- 从应届毕业生招收的干部：持学校分配通知书、干部增人卡。
- 合同工：工人增人卡、劳动合同手册、参加养老保险证明。

## 家属医疗证辦理文件
- 新生儿：新生儿三个月内持出生证、户口薄、独生子女父母光荣证
- 随干部调动家属：一个月内持调动介绍信、原单位家属统筹医疗证注销证明
- 被供養父母、配偶：合条件供养的父母、配偶，男年满60岁，女年满55岁，一直没有工作的居民。